# Nicolas Rossolimo

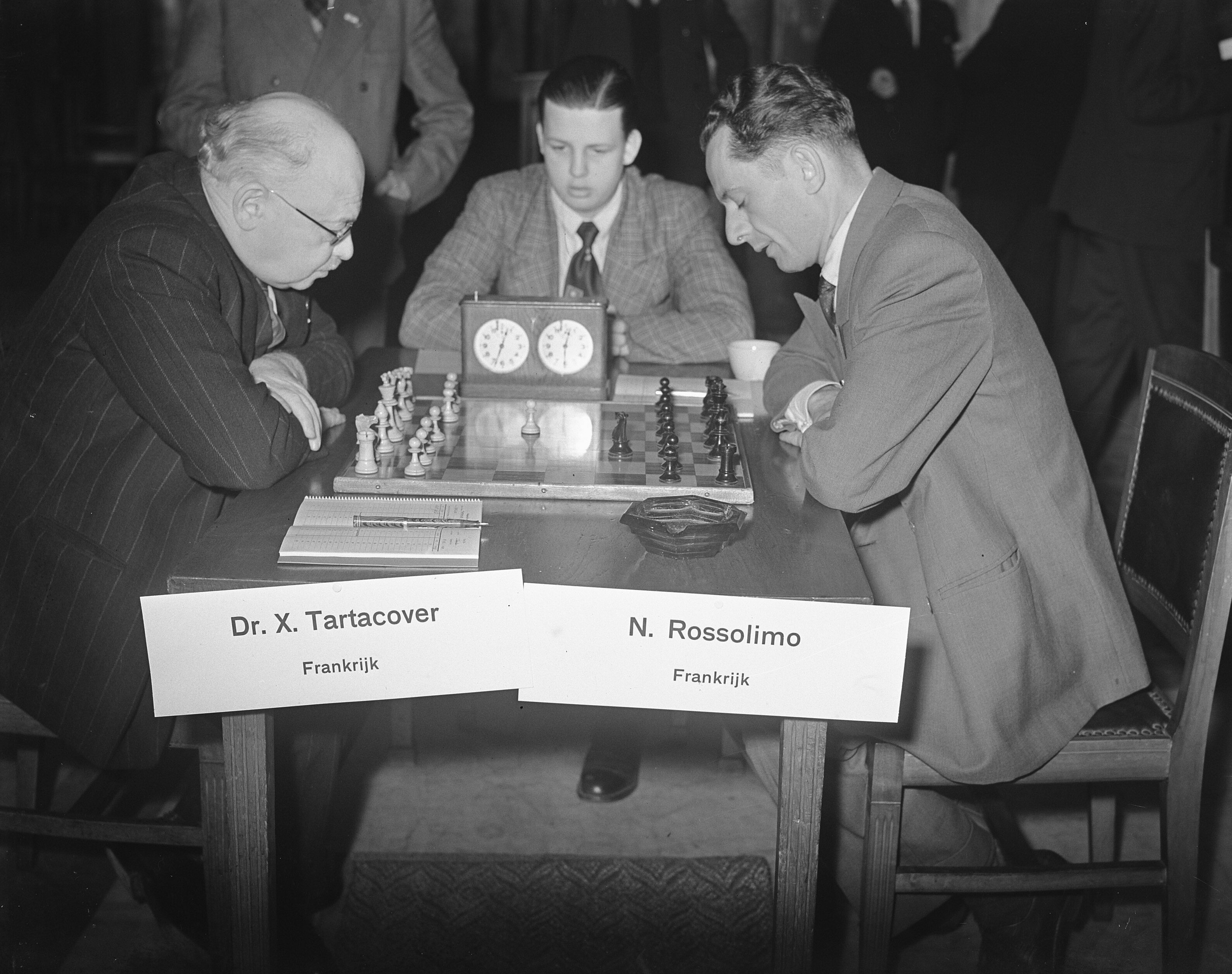
Tartakower vs. Rossolimo (Amsterdam, Wereldschaaktoernooi 1950)

Nicolas Rossolimo (Russisch: Николай Спиридонович Россолимо, Nikolaj Spirodonovitsj Rossolimo) (Kiev, 28 februari 1910 – New York, 24 juli 1975) was een Frans-Amerikaanse schaker van Grieks-Russische komaf. Hij verhuisde met zijn moeder in 1929 naar Frankrijk terwijl zijn vader naar de Verenigde Staten emigreerde. In 1948 won hij het grote toernooi te Hastings en werd hij tevens schaakkampioen van Frankrijk. Hij heeft vijf maal in de Schaakolympiade gespeeld en in 1953 voegde hij zich bij zijn vader in de Verenigde Staten, waar hij het open kampioenschap van de USA won samen met Samuel Reshevsky. Tevens heeft hij het Hoogovens schaaktoernooi, thans Tata Steel-toernooi, gewonnen in 1953. Hij speelde accordeon en was in New York taxichauffeur.
Hij heeft onder andere de Rossolimo-variant in de Siciliaanse opening geanalyseerd. De zetten zijn: 1.e4 c5 2.Pf3 Pc6 3.Lb5. De databank van Chess.com vermeldt meer dan 27.000 partijen in deze variant, waarvan slecht 27% gewonnen werd door zwart.

## Partijen
In de schaakdatabank van 365chess.com staan 485 partijen die door Nicolas Rossolimo gespeeld zijn. Hiervan won hij er 186, hij verloor 86 partijen en 213 partijen eindigden in een remise. Zijn winstpercentage over deze partijen is 60%.